# Набережная улица (Шувалово)
На́бережная улица — улица в Выборгском районе Санкт-Петербурга. Проходит от Береговой улицы в исторических районах Шувалово и 1-е Парголово.

## История
Улица существует с 1920-х годов. Её название связано с расположенным рядом Большим Нижним Суздальским озером. До 1940-х годов улица также неофициально именовалась Фортунной по названию гребного клуба.

## Пересечения
- Береговая улица — Набережная улица примыкает к ней

## Транспорт
Ближайшие к Набережной улице станции метро — «Проспект Просвещения» (кратчайшее расстояние по прямой — около 2,3 км) и «Озерки» (кратчайшее расстояние по прямой — около 2,8 км) 2-й (Московско-Петроградской) линии.
Движение наземного общественного транспорта по улице отсутствует.
Ближайшая к Набережной улице железнодорожная станция — Шувалово (кратчайшее расстояние по прямой — около 1,3 км).